# Gooikse Pijl
La Gooikse Pijl es una carrera ciclista profesional de un día belga que se disputa en el municipio de Gooik (Flandes) y sus alrededores, a finales del mes de septiembre.
Fue creada en 2004 como carrera amateur. Desde 2012 forma parte del UCI Europe Tour, dentro de la categoría 1.2 (última categoría del profesionalismo).

## Palmarés
| Año                     | Ganador               | Segundo                 | Tercero           |
| ----------------------- | --------------------- | ----------------------- | ----------------- |
| ediciones amateur       |                       |                         |                   |
| 2004                    | Renaud Boxus          | Iljo Keisse             | Davy Daniels      |
| 2005                    | Jürgen Roelandts      | Jarno Van Mingeroet     | Pieter Duyck      |
| 2006                    | Vytautas Kaupas       | Kevin Van der Slagmolen | Stijn Neirynck    |
| 2007                    | Fabio Polazzi         | Mindaugas Striška       | Bert De Backer    |
| 2008                    | Frédérique Robert     | Stijn Neirynck          | Kevin Peeters     |
| 2009                    | Dieter Capelle        | Jarl Salomein           | Evert Verbist     |
| 2010                    | Eliot Lietaer         | Jonas Van Genechten     | Jarl Salomein     |
| 2011                    | Benjamin Verraes      | Timothy Dupont          | Steve Schets      |
| ediciones profesionales |                       |                         |                   |
| 2012                    | Ken Hanson            | Tino Thömel             | Antoine Demoitié  |
| 2013                    | Vegard Robinson Bugge | Boris Dron              | Eliot Lietaer     |
| 2014                    | Roy Jans              | Tom Van Asbroeck        | Laurens de Vreese |
| 2015                    | Oliver Naesen         | Dries Van Gestel        | Krister Hagen     |
| 2016                    | Aidis Kruopis         | Emiel Vermeulen         | Timothy Dupont    |
| 2017                    | Kenny Dehaes          | Gerben Thijssen         | Emiel Vermeulen   |
| 2018                    | Jordi Meeus           | Amund Grøndahl Jansen   | Martin Mortensen  |
| 2019                    | Pascal Ackermann      | Alberto Dainese         | Timothy Dupont    |
| 2020                    | Danny van Poppel      | Gerben Thijssen         | Arvid de Kleijn   |
| 2021                    | Fabio Jakobsen        | Danny van Poppel        | Jordi Meeus       |
| 2022                    | Gerben Thijssen       | Jasper Philipsen        | Max Kanter        |
| 2023                    | Jasper Philipsen      | Olav Kooij              | Dylan Groenewegen |
| 2024                    | Tim Merlier           | Jordi Meeus             | Olav Kooij        |
| 2025                    |                       |                         |                   |

## Palmarés por países
| País           | Victorias |
| -------------- | --------- |
| Bélgica        | 14        |
| Lituania       | 2         |
| Países Bajos   | 2         |
| Estados Unidos | 1         |
| Noruega        | 1         |
| Alemania       | 1         |